# Allan W. Eckert
Pour les articles homonymes, voir Eckert.
Œuvres principales
- La Rencontre

Allan Wesley Eckert, né le 30 janvier 1931 à Buffalo dans l'État de New York et mort le 7 juillet 2011 à Corona en Californie, est un historien, un naturaliste et un auteur américain.

## Biographie
Allan W. Eckert est né le 30 janvier 1931 à Buffalo dans l'État de New York. Il est élevé dans l'Illinois, dans la région de Chicago, mais vit longtemps à Bellefontaine, dans l'Ohio, où il va à l'université.
Jeune homme, il  parcourt États-Unis en auto-stop, se nourrissant de ce que lui fournit la terre et étudiant la vie sauvage. Il commence à écrire sur la nature et l'histoire américaine à l'âge de treize ans puis devient l'auteur de nombreux livres populaires pour adultes et enfants. Sept de ses livres furent nommés pour le prix Pulitzer.
En plus de ses romans, Allan W. Eckert écrit également plusieurs scénarios pour la télévision et plus de 225 épisodes de la série télévisée Mutual of Omaha's Wild Kingdom.
En 1999, la Ohioana Library Association lui attribue, en même temps que Toni Morrison, le titre de Favorite Ohio Writer of All Time, auteur favori de l'Ohio de tous les temps.
Allan W. Eckert meurt le 7 juillet 2011 à 80 ans.

## Œuvres

### Ses livres
- La Colline du faucon, Presses de la Cité, 1975 ((en) Incident at Hawk's Hill, 1971)Réédité sous le titre La Rencontre par les éditions Hachette Jeunesse en 2000 (ISBN 2-01-200550-0)

## Source
- (en) Cet article est partiellement ou en totalité issu de l’article de Wikipédia en anglais intitulé « Allan W. Eckert » (voir la liste des auteurs).